# Formica
Formica je rod mrava podfamilije Formicinae, uključujući vrste koje su obično poznate kao drvni mravi, humčani mravi, slamni mravi i poljski mravi. Formica je tipski rod Formicidae i potfamilije Formicinae. Tipska vrsta roda Formica je evropski crveni drveni mrav Formica rufa. Mravi ovog roda su veličine između 4 i 8 mm. Mravi koji pripadaju rodu Formica imaju jednu kvrgu koja se nalazi između grudnog koša i abdomena. Ovi mravi se prvenstveno hrane medljikom, slatkom tečnošću koju proizvode lisne vaši. Čini se da mravi Formica preuzimaju ulogu pastira sa manjim lisnim vašima, premeštajući ih u različite delove biljaka kako bi osigurali neprekidan izvor hrane za lisne vaši. Čineći to, mravi mogu uspostaviti relativno održivo snabdevanje medljikom za sebe i svoju koloniju.

## Vrste
Prema podacima iz 2018, Formica sadrži najmanje 290 postojećih vrsta i 59 izumrlih vrsta.
Vrste uključuju:
- [8]

## Literatura
- Klotz, J. H. (2008). „Formicinae”. Urban ants of North America and Europe: identification, biology, and management. Cornell University Press. ISBN 978-0-8014-7473-6.

## Spoljašnje veze
- Mediji vezani za članak Formica na Vikimedijinoj ostavi